# Бибина, Татьяна Николаевна
Татья́на Никола́евна Би́бина (1939, Челпаново, Мордовская АССР — 20 мая 1960, Ромодановский район, Мордовская АССР) — советская крановщица, известная тем, что спасла жизни нескольких женщин и детей во время инцидента с башенным краном, при этом погибнув.

## Биография
Родилась в эрзянском селе Челпаново Атяшевского района Мордовской АССР, там провела своё детство. Школьные годы прошли в городе Гусь-Хрустальный Владимирской области, куда переехали жить родители. После окончания школы вернулась в родную Мордовию. Строила цементный завод в Чамзинском районе и сахарный — в Ромодановском.

### Подвиг
20 мая 1960 года Бибина работала на подъемном кране, перемещая железобетонные материалы для строящихся объектов сахарного завода. От налетевшего шквального ветра кран сорвало с креплений и покатило по рельсам к тупику. Стрела крана повисла над приземистым зданием бани, в котором находились женщины с детьми. Бибина спускалась вниз, но, увидев это, вернулась в кабину крана и отвела стрелу в сторону. Люди оказались вне опасности, но кран потерял устойчивость и вместе с крановщицей рухнул на землю.
Т. Н. Бибина Указом Президиума Верховного Совета СССР от 6 августа 1960 года награждена посмертно орденом «Знак Почёта».

## Память
Именем Т. Н. Бибиной названы улицы в Саранске (в жилом районе Химмаш) и в пгт. Комсомольский (где и строился цементный завод).